# Xoan Manuel Ledo Menéndez
Xoan Manuel Ledo Menéndez (geboren am 6. Juli 1996 in Lalín) ist ein spanischer Handballspieler, der auf der Spielposition Torwart eingesetzt wird.

## Vereinskarriere
Xoan Manuel Ledo Menéndez begann mit dem Handballspielen bei Balonman Lalín. Ab 2014 spielte er beim FC Barcelona (B), ging von dort 2016 zu Blasgon y Bodegas Ceres Villa de Aranda, mit dem er im Jahr 2016 in der Liga Asobal debütierte. Zu Beginn der Saison 2017/2018 wechselte er zu Bidasoa Irun; der Verein zahlte dafür eine Ablöse in Höhe von 7000 Euro an Villa de Aranda. Ledo lief bis zum Ende der Saison 2021/2022 für den Verein aus Irun auf.
Im Februar 2022 unterschrieb er einen ab der Spielzeit 2022/2023 geltenden Zwei-Jahres-Vertrag beim französischen Verein Istres Provence Handball; der ambitionierte französische Erstligist bot Ledo ein doppelt so hohes Gehalt wie zuvor bei den Spaniern.
Ledo wechselte im Februar 2024 vorzeitig zum Verein BM Logroño La Rioja, bei dem er einen Vertrag bis Sommer 2026 erhielt.
Mit den Teams aus Barcelona und Irun nahm er an europäischen Vereinswettbewerben teil.

## Auswahlmannschaften
Sein erstes Spiel für Spanien absolvierte er am 2. Juli 2013 mit der promesas selección gegen die Auswahl Frankreichs. Fernández spielte als Jugendnationalspieler Spaniens bei der U-18-Europameisterschaft in Polen (2014) und der U-19-Weltmeisterschaft in Russland (2015). Bei der Weltmeisterschaft 2015 wurde er als bester Torwart des Turniers ausgezeichnet. Als Juniorennationalspieler Spaniens nahm er an der U-20-Europameisterschaft in Dänemark (2016) teil, bei der er mit dem Team Europameister wurde, und an der U-21-Weltmeisterschaft in Algerien (2017), bei der die Spanier Weltmeister wurden. Er stand bis Juli 2017 in 71 Spielen im Aufgebot der spanischen Nachwuchsteams und erzielte dabei neun Tore.
Sein erstes Länderspiel für die spanische A-Nationalmannschaft bestritt er am 2. November 2013 gegen die ungarische Auswahl.